# Formalizm (matematyka)
Formalizm to kierunek w filozofii matematyki, będący formą rozwojową logicyzmu, który postuluje, że matematyka jest systemem formalnym, który zawiera aksjomaty (współcześnie rolę tę pełnią aksjomaty teorii mnogości), pewien zespół definicji oraz wyprowadza swoje wnioski w oparciu o te pojęcia korzystając z rachunku logicznego zdań.
Pogląd taki implikuje w szczególności kształt teorii dowodu matematycznego, wedle której prawdziwość twierdzenia matematycznego może być określona przez wyprowadzenie go w procesie rachunku logicznego zdań z przyjętych aksjomatów. W szczególności filozoficznym aspektem formalizmu w matematyce jest twierdzenie, że twierdzenia matematyczne nie niosą w sobie żadnej treści poza tą związaną z wykonanym w taki mechaniczny sposób kalkulacją. Innymi słowy prawdziwość twierdzeń matematycznych jest wedle tych poglądów oceniana z pominięciem ich treści (z pominięciem semantyki, a wyłącznie przy użyciu mechanicznej kalkulacji). Dowolne twierdzenie matematyki możliwe jest do wyprodukowania w procesie mechanicznej generacji zdań systemu formalnego.
Program formalizacji matematyki zapostulował David Hilbert, jego podstawowym celem było wykazanie niesprzeczności matematyki. W realizacji tego programu wzięło udział wielu wybitnych matematyków jak Bertrand Russell czy Alfred North Whitehead, matematycy z grupy Bourbaki i inni. Takim rozumieniem podstaw matematyki zachwiał Kurt Gödel dowodząc twierdzenia o niezupełności systemów formalnych zawierających arytmetykę liczb naturalnych. Wynika z niego, że w każdym systemie formalnym, który zawiera arytmetykę liczb naturalnych i jest niesprzeczny istnieją zdania, których nie uda się na gruncie tego systemu dowieść ani obalić. Rezultat Gödla został wzmocniony pod koniec lat siedemdziesiątych XX wieku przez podanie zdań nierozstrzygalnych w sformalizowanym systemie arytmetyki liczb naturalnych.
Współcześnie formalizm to głównie technika budowania teorii matematycznych, choć można także uważać go za formę paradygmatu matematyki o ile będziemy pamiętali o znanych już współcześnie jego ograniczeniach.
Przeciwieństwem formalizmu jest platonizm, wedle którego obiekty matematyczne istnieją niezależnie od uprawiającego matematykę umysłu.

## Przedstawiciele
- David Hilbert
- Bertrand Russell
- Alfred North Whitehead
- Nicolas Bourbaki